# Ejército del Imperio incaico

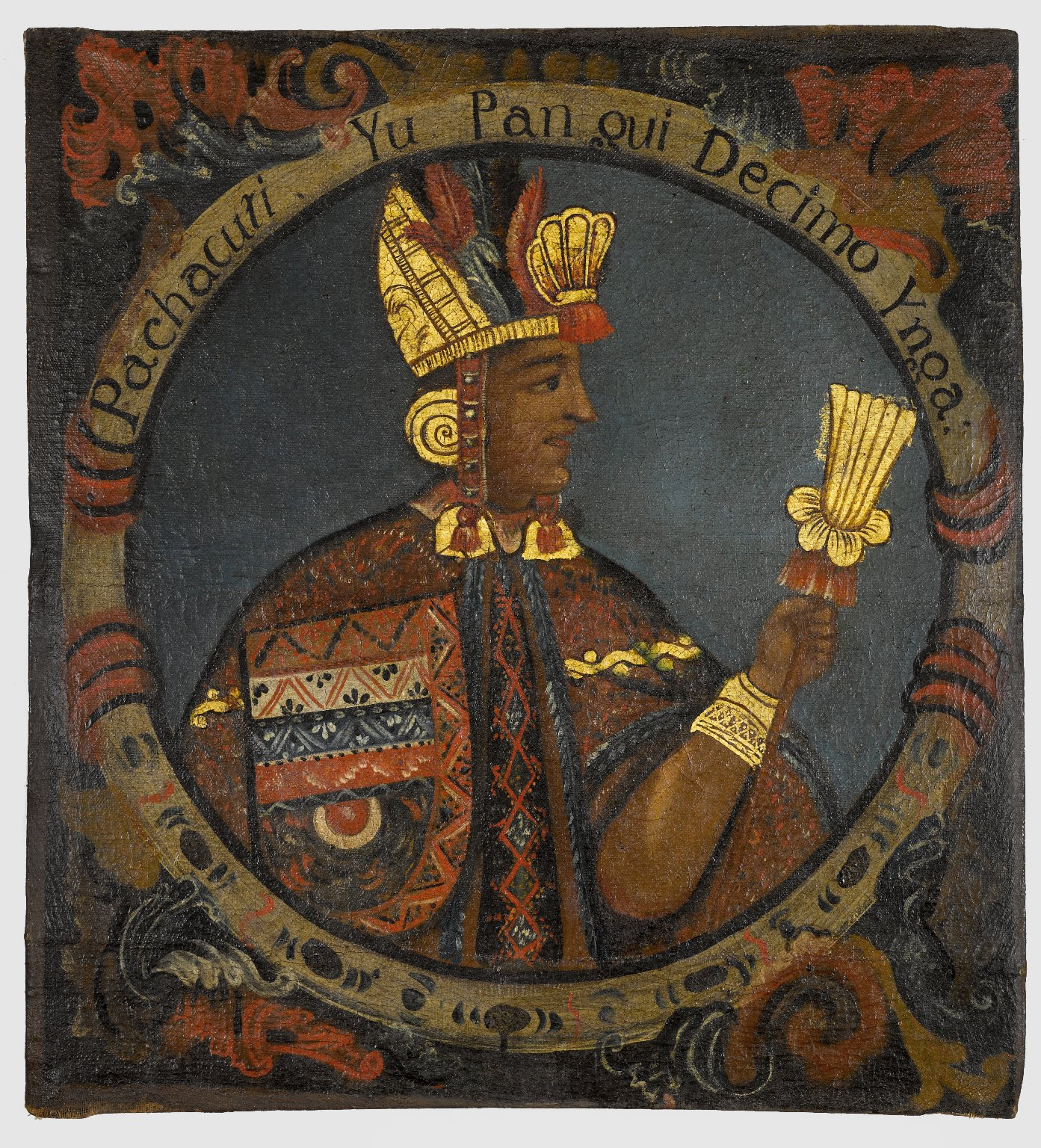
Pachacútec, primer comandante en jefe del Ejército imperial; noveno inca, fundador y primer emperador del Imperio incaico

El Ejército incaico o ejército inca fue el ejército del Imperio incaico que aseguró la expansión y consolidación del territorio. De conformación multiétnica, estuvo encargado de defender la soberanía de su territorio y extenderlo, así como sofocar rebeliones. También fue usado para intereses políticos como ejecuciones o golpes de Estado.
A medida que el imperio crecía en tamaño y población el ejército lo hacía de la misma forma. Las mayores concentraciones de guerreros incas en las épocas de esplendor del imperio llegaron a componer unos 200 000 soldados en un solo ejército (época de Huayna Cápac).
El militarismo que poseía el gobierno inca hacía de la pertenencia a este, un importante cargo. A los soldados se les brindaba alimentación, vestimenta y una ayuda estatal en reemplazos para su familia en lo que respectaba a la actividad agraria que el levado debería estar cumpliendo, de tal manera que ser guerrero permanente no era un mal cargo y hasta inclusive ocupaba su propio espacio en la pirámide político-social, a costa del sometimiento sufrido por la casta de campesinos.
Cuando volvían de una campaña exitosa al Cuzco, niños y mujeres los recibían como héroes y se hacía una ceremonia en honor a ellos. La ceremonia que se daba en la Plaza de Armas del Cuzco consistía en exhibir el botín y pisotear a los prisioneros como un símbolo de la victoria.

## Composición
Los soldados incas de alto rango eran elegidos mediante la celebración del Warachikuy, fiesta en la cual se hacían diversas pruebas de destreza física como velocidad, puntería, combates simulados, y resistencia al sueño.
Al crecer el imperio los incas tuvieron que establecer un ejército de oficiales profesionales en reemplazo al de campesinos guerreros. Los batallones incas estaban integrados por escuadras permanentes (generales y oficiales), y otras no permanentes compuestas por hatun runas (hombres comunes) levados que cumplían con la mita militar (comparable con el servicio militar obligatorio). Una vez cumplida la mita, cada hatun runa volvía a su respectivo ayllu.

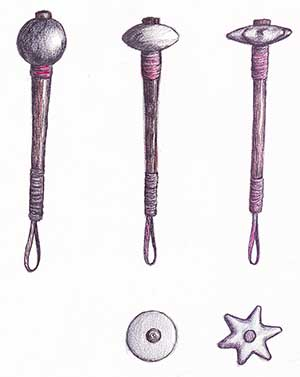
El grueso del ejército incaico, compuesto por levas, generalmente empleaba como arma secundaria mazas simples con mango de madera y cabeza de piedra

Cada batallón estaba conformado por una sola etnia, y dirigida por un curaca de la misma. Si moría, era reemplazado por otro curaca del mismo grupo. Para evitar las rebeliones, cada etnia estaba dividida en dos batallones, y sus generales competían con su compatriota para lucirse y alcanzar un mayor rango. Este concepto de "dualidad" existía en todo el mundo andino para representar sus dos dinastías: Hanan y Hurin.
Los escuadrones del ejército inca solían organizarse de la siguiente forma: al frente, los honderos y arqueros; tras ellos, soldados con hachas y macanas (para el choque cuerpo a cuerpo); más atrás soldados con lanzas cortas (a veces arrojadizas), y al final, las tropas con picas de hasta 6 metros.
Desde el gobierno de Túpac Yupanqui, existió una élite de soldados especializados en el cuidado del Sapa Inca durante los paseos, viajes o conquistas. Estos eran principalmente tropas de origen cuzqueño, aunque con el tiempo también se incluyó a soldados destacados de otras etnias, como los Kollaguas que procedían de los actuales territorios de Arequipa. Esta guardia imperial llegó a tener unos 10 000 miembros que acompañaban siempre al emperador, todos ellos de origen noble inca.
Los soldados debían tener entre 25 y 50 años. Todos los súbditos del imperio, o runas, hacían el servicio militar o trabajos para el Estado. En el caso de los nobles, este era un honor y un deber; en caso de los plebeyos era un medio de ascensión social. Se elegía a uno de cada 50 hombres para el servicio militar (de preferencia hombres jóvenes), sobre los 25 años (esa era la edad en que según los incas se cumplía mayoría de edad). Según el concepto de dualidad también se mandaba a una de cada 50 mujeres jóvenes a servir en un Templo de las Vírgenes del Sol de por vida.
Cuando se cumplía cierto período (generalmente 6 a 7 años) el soldado quedaba relevado, pero los oficiales profesionales eran soldados permanentes y pagados. Los militares tuvieron muchos privilegios. El estado les alimentaba, les daba casa, ropa y muchos regalos de coca, joyas y esposas.
Los runas de la costa, a diferencia de los de la sierra, estaban libres de servir, posiblemente porque no podían soportar las condiciones climáticas de los Andes donde solían librase las batallas.
Los ejércitos incas se caracterizaban por ser disciplinados y bien organizados, sus tropas solían estar en silencio y solo al momento de atacar gritaban o cantaban, acompañados de instrumentos de música con el fin de asustar al enemigo. Además el ejército marchaba acompañado por un alto número de mujeres, a veces familiares de los soldados, quienes se encargaban de cocinar, vestir, encargarse de los heridos y enterrar a los muertos (esto era algo común en la zona centro andina precolombina). Los ejércitos incas, por motivos religiosos, no luchaban de noche. Los sacerdotes viajaban con el ejército; su función era rezar, hacer sacrificios y tratar de debilitar al enemigo mediante esto.
Los soldados que se distinguían en la lucha demostrando su valentía recibían recompensas. Los soldados comunes eran premiados con objetos de metal, medallas o vestidos.
Una vez que la batalla había terminado, los jefes enemigos derrotados solo eran ejecutados si rehusaban aceptar la soberanía de los incas. Algunos, particularmente los más aguerridos y rebeldes, eran sacrificados, pero en su mayoría, los pueblos conquistados pasaban a formar parte del imperio.
Los pueblos conquistados debían hablar la lengua de los incas, adorar a sus dioses y, en suma, vivir como ellos. Los funcionarios incas hacían un cuidadoso estudio de toda la zona conquistada.

## Tácticas
La acción militar se iniciaba con un desfile para impresionar al adversario. Los soldados marchaban con sus distintivos. El general del ejército iba en su litera y llevaba en su mano el emblema de su mando. A la vista de la fuerza enemiga, se hacía el alarde. El general o el Inca, pasaba revista a sus tropas mientras se hacían sonar instrumentos musicales. Luego venía la arenga y, finalmente, se efectuaba el ataque.

### Logística y comandancia
El poder del ejército inca residió en dos elementos: la intendencia y la disciplina. Para facilitar el desplazamiento de sus ejércitos, los incas construyeron una vasta red de caminos. La existencia de postas (tambos) a lo largo de esos caminos, servía para el descanso de las tropas en campaña y para el recambio de animales y armas. En cuanto a la disciplina, era muy rígida. No se permitía que un soldado abandonase la formación, ni siquiera durante la marcha de aproximación.
En sus pucarás, los incas guardaban provisiones como armas, comida y soldados de reserva, estas fortalezas además dominaban las principales vías de comunicación se construían en lugares de fácil defensa como en las montañas y cimas de cerros, al borde de un río y/o camino.

### Tácticas de campo
En una batalla en campo abierto el ejército inca solía dividirse en tres unidades, la principal atacaba al enemigo de frente mientras las otras dos secretamente por los flancos hacia la retaguardia del enemigo donde se unían y lo atacaban con el propósito de rodearlo. El ejército también solía fingir una retirada para que lo atacaran mientras lanzaba su propia embestida en forma de tenazas. Antes del combate cuerpo a cuerpo el ejército inca usaba armas arrojadizas con el propósito de deshacer las filas enemigas.
Para transportar equipos y armas se solían usar llamas. Los incas le daban mucha importancia a la logística militar, lo cual tenía mucho que ver con el tipo de guerra que llevarían a cabo. Para campañas cortas se usaban campesinos que requerían lo mínimo como para lanzar una ofensiva directa, pero si en cambio se esperaba una guerra larga de desgaste, se usaban a soldados profesionales que necesitaban muchos más recursos.
La disciplina inca representaba una enorme ventaja frente a sus enemigos, que solían hacer ataques frontales con masas desorganizadas de guerreros, que atacaban gritando y que entrados en combate perdían todo el orden. De hecho, el ejército incaico era tan disciplinado que rara vez rompía filas y casi siempre mantenía la formación siendo capaz de rechazar incluso una emboscada en terrenos selváticos, montañosos, desérticos o pantanosos. En este punto, las batallas del ejército incaico se asemejaban a las batallas entre romanos y celtas o germanos, en las cuales la superior organización y disciplina terminaba por derrotar al número.

### Asedios
En caso de que el enemigo se refugiara en un pucará, montaña o ciudad, las tropas incaicas cortaban sus vías de comunicación y suministros para aislarlos evitando que intentaran huir o pedir refuerzos. Si es que las negociaciones fracasaban, los incas intentaban tomar la fortaleza y en caso de ser rechazados entonces bloqueaban las vías de suministros matando al enemigo de hambre y sed.
En caso de derrota, el ejército inca se retiraba marchando por los caminos de manera disciplinada y lo más veloz posible, descansando solo en fortalezas con el fin rearmarse en caso de hacer un contraataque. Siempre dejaba guarniciones en las fortalezas que controlaban los caminos, para retrasar un posible avance del enemigo.

### Exploración, espionaje y diplomacia
Los incas solían mandar exploradores para vigilar a sus enemigos, grupos de nobles a negociar términos de paz y varias veces los siervos que estos llevaban eran espías que trataban de sobornar a capitanes enemigos para que traicionaran a sus señores retirándose en el momento clave de la batalla.
En caso de que el enemigo se rindiera o se sometiera pacíficamente, la ciudad o país y sus habitantes solían ser bien tratados sin sufrir saqueos o masacres. Pero, si el enemigo se resistía, podía sufrir variados castigos, aunque a veces podían ser perdonados: esto variaba en función del grado de intensidad de la lucha. Pero si una ciudad o etnia se sometía y después se rebelaba podía ser incluso aniquilada (como fue el caso de los punaeños y los pastos).

## Organización

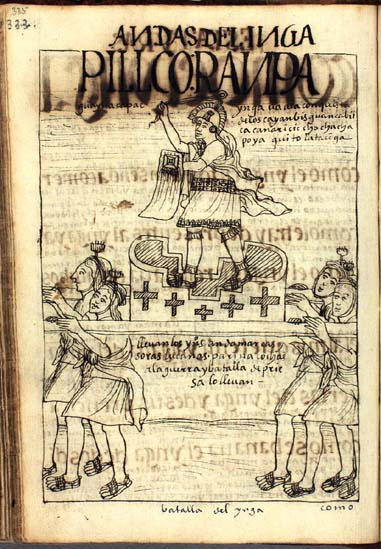
Inca en guerra, según un dibujo de Guaman Poma.

El Sapa Inca estaba presente en grandes campañas de conquista, pero para rebeliones menores o invasiones bárbaras se solían mandar a generales o auquis (a estos sus padres los solían probar para ver cuál debía ser su sucesor).
Otra ventaja que poseían los incas sobre sus enemigos era su superioridad numérica. Mientras sus enemigos solían ser guerreros de una tribu o de una alianza de varias tribus las tropas imperiales solían ser masas de hombres de todas partes del imperio, que gracias a su gran población podía movilizar cientos de miles de guerreros (aunque que esto también lo hacían muy heterogéneo y solo unos pocos eran cusqueños). Esta gran variedad era tanto una desventaja (poca unidad de la tropa) y una ventaja (varios modos de lucha que enfrentar y con tropas especializadas a luchar en distintos ambientes). Se dice que los incas eran capaces de movilizar millones de soldados, y que incluso Pachacútec contó con 4,5 millones de soldados en sus campañas, cifra sin duda exagerada. Se calcula que en un solo ejército para una campaña los incas movilizaban hasta 200 000 hombres.
Si bien durante la fase local las fuerzas incas solían estar formadas por tropas de etnia incaica, luego esto cambió debido a que su número era muy escaso, por lo que durante el imperio solo oficiales y guardias imperiales pertenecían a la etnia dominante (los incas eran 40 000 en 1438 y 100 000 en 1525 personas dominando un imperio de 10 a 15 millones). Los escuadrones se organizaban según la etnia de los soldados (auca runas les llamaban los incas), se armaban y adornaban según su tribu, con cueros, telas escudos, plumas, joyas o con pinturas corporales.
Los ejércitos incas se dividían de la siguiente manera:
| Grado Inca           | Equivalente actual              | Número de soldados bajo su mando |
| -------------------- | ------------------------------- | -------------------------------- |
| Aukaq Runa           | soldado                         | 0                                |
| Pukara Kamayoq       | castellano (soldado con lanza)  | 0                                |
| Runancha             | guía                            | 0                                |
| Qipa Kamayoq         | Trompetero (trompeta de madera) | 0                                |
| Choru Kamayoq        | trompetero (de concha marina)   | 0                                |
| Wankar Kamayoq       | tamborero                       | 0                                |
| Unanchayanaq         | Alférez                         | 5                                |
| Chunk'a Kamayoq      | subteniente                     | 10                               |
| Piqka Chunka Kamayoq | teniente                        | 50                               |
| Pachaq Kamayoq       | centurión                       | 100                              |
| Warank'a Kamayoq     | Jefe de Batallón                | 1000                             |
| Kamayoq              | Oficial                         | -                                |
| Apu Randin           | Teniente Capitán                | -                                |
| Hatun Apuq Randin    | Teniente Comandante             | -                                |
| Apuq                 | Capitán                         | -                                |
| Hatun Apuq           | General de brigada              | 4000-5000                        |
| Unu                  | General de división             | 10 000                           |
| Apuskipaq            | General de ejército             | Todo el Ejército de Campo        |

Los ejércitos incas tenían como unidades máximas divisiones de 10 000 hombres, al mando de un Apuskin Randin, equivalente a un teniente general, generalmente un noble cusqueño veterano de varias campañas que hubiera destacado por sus éxitos militares. El general en jefe de la campaña se llamaba Apuskipaq, era un noble elegido por el Inca que había demostrado buenas condiciones físicas y mentales durante las pruebas del Huarachico.  Para dar órdenes los generales usaban los distintos soldados para comunicarse con sus lugartenientes, que usaban conchas, trompetas y tambores.

## Armamento
Los soldados incas portaban armas simples de todo tipo, variando según la etnia a la cual pertenecían, por ejemplo, los soldados chancas eran especialistas en el uso de mazos o macanas, mientras que los soldados del Antisuyo o la selva alta usaban con más frecuencia el arco y flecha.

### Armas defensivas
- Escudos (en quechua: Hualkana): Lo usaban solo algunos soldados, en general lo usaban los de mayor rango y eran de madera cubierta de cuero. Tenían grabados geométricos (tocapus) en su cara. Podían ser redondos, cuadrados o rectangulares.

- Cascos (en quechua: Uma chuku o prenda de cabeza): De madera algunos, otros de madera reforzado con anillos de metal y otros de cobre. Los cascos de cobre eran usados por generales y soldados de alto rango, aunque los de madera lo podía usar la milicia estándar si les era cómodo.

- Pecheras o Corazas: También usado mayormente por la oficialidad. Solían tener grabados simbólicos de adorno. Los incas y capitanes de la nobleza imperial usaban pecheras de metal a manera de corazas . Eran de plata y oro y defendían contra los flechazos y ataques de los lanceros. Se les denominaba purapuras. Al respecto, refiriéndose a Yahuar Huaca Juan de Santa Cruz Pachacuti, escribe : ..'' Este ynga dicen que al cabo de vejez se aplicó a las armas para las conquistas; y entonces los mandaba hacer vestidos de plumerías de todas maneras y muchos purapuras de plata , oro y cobre para los soldados , para poner en los pechos y espaldas, para las flechas y lanzas no les hiciesen daño en los cuerpos ...''[24]

- Armaduras o Escaupiles: Utilizadas por los incas nobles consistían simplemente en unas túnicas de algodón, muy gruesas y acolchadas. En la espalda se colgaban un escudo de madera. Usados para guarecerse de dardos y hondazos. Pedro de Cieza de León, al referirse a los soldados de los escuadrones de Atahualpa, en su desplazamiento en los Baños de Pulltumarca a Cajamarca, anoto: .. ''muchos de ellos se pusieron unas coracinas de hoja de palma e nudo tan fuerte que la lanza y espada le halla dura , vistiéndose encima camiseta de lana ...''[25][24]

### Armas ofensivas

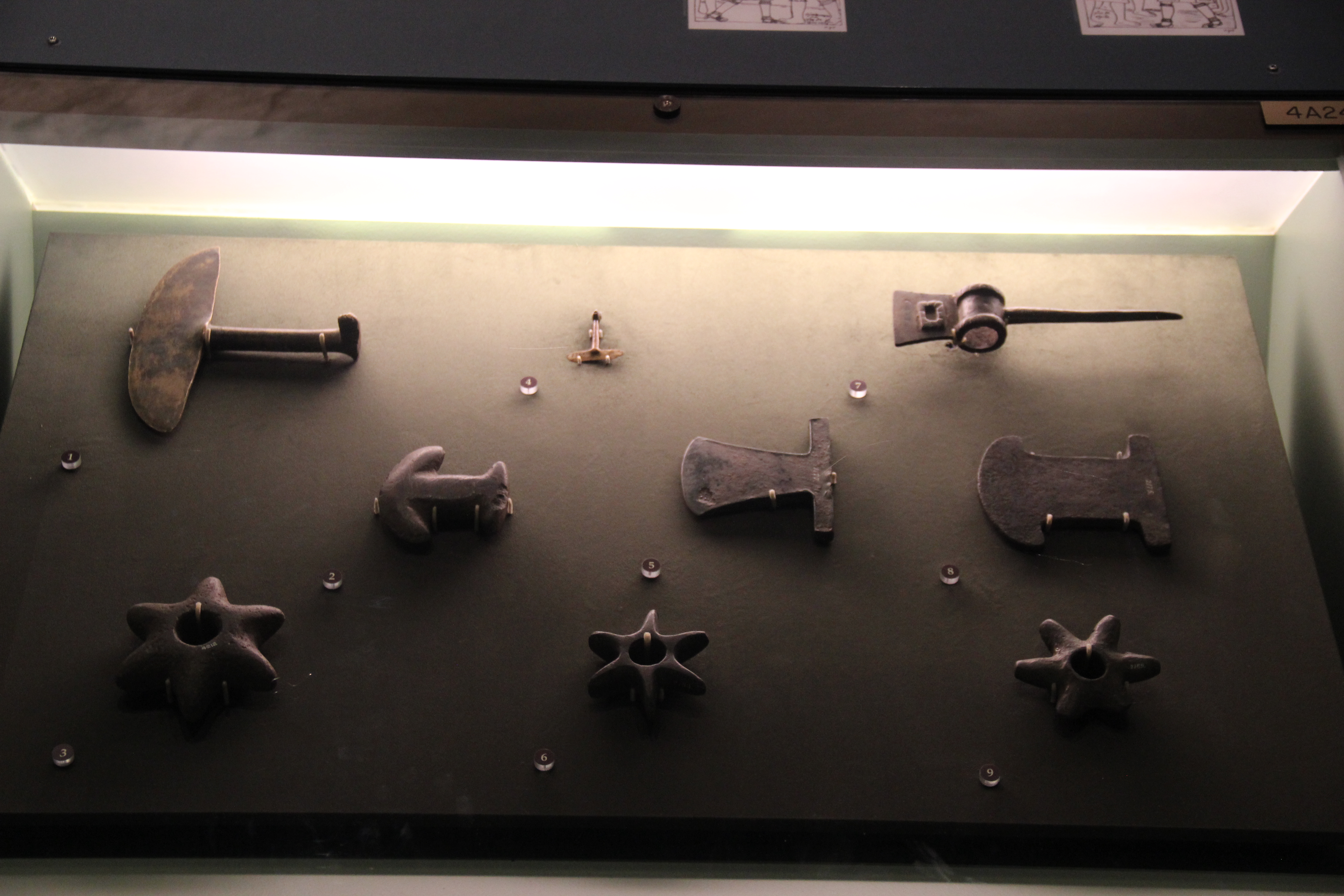
Armas incaicas entre las que se encuentran 4 cabezas de Hacha, 2 cuchillos y 3 cabezas de mazas

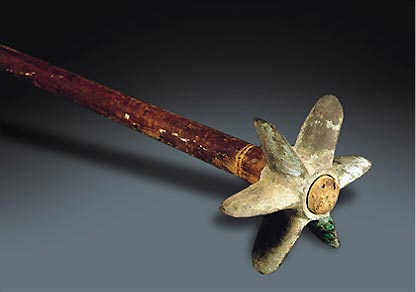
Macana con cabeza estrellada

- Estólicas (en quechua: Kumana): Consistían en varas para lanzar proyectiles. Servían para lanzar proyectiles, y lo usaban los soldados de etnias selváticas.
- Honda (en quechua: Warak'a): Compuestas por una cuerda de longitud mediana donde se colocaba el proyectil (en este caso piedras esféricas) en el medio y lanzarlas mediante un movimiento circular de esta.
- Boleadora (en quechua: Liwi): Consistían en dos o tres proyectiles pesados unidos por cuerdas. Estos se hacían girar en el aire y posteriormente eran lanzados. También eran usado para la caza.
- Lanzas (en quechua: Chuki): De dos metros de longitud, eran las favoritas de los soldados que pertenecían íntegramente a la etnia inca cusqueña. Todos los generales lo usaban como símbolo de poder.
- Mazas (en quechua: Champi): Mangos de madera con un objeto pesado en la punta. Normalmente estos objetos pesados tenían formas estrelladas y eran las armas más comunes en el ejército inca. La punta podía variar de material dependiendo del rango del soldado (piedra, cobre y bronce).[26]Quiroga Ibarrola (1958: 392) por ejemplo, se extiende largamente sobre las numerosas variedades de porras: «Unas [macanas]  parecían bastones gruesos y largos, cuya dureza semejaba al del acero (esta particularidad tiene la madera de  chonta, madera negra y pesada, no flota)...».

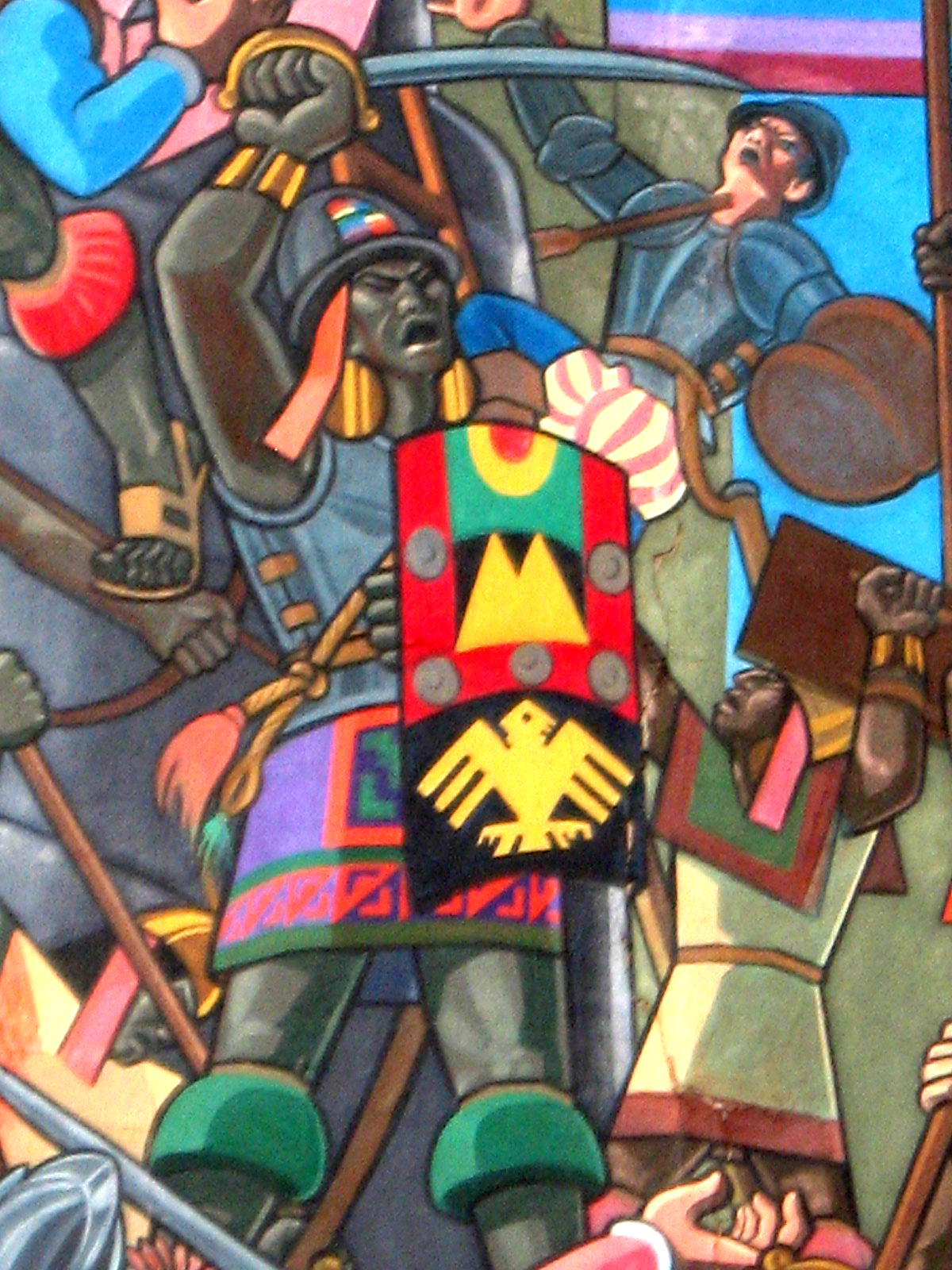
Manco Inca con algunas armaduras españolas.

- Arcos y flechas (en quechua: Wach'ina y Wach'i respectivamente): De uso mayormente selvático (Antisuyo).[27] Algunas tribus selváticas usaban flechas de dos metros de largo capaces de atravesar a varios enemigos a la vez con el fin de asustar al enemigo, para que este huyera o rompiera filas.
- Mazos (en quechua: Waqtana): Maderos gruesos y con púas. Eran usados principalmente por etnias sureñas.
- Hachas (en quechua: Ch'iqtana): Podían ser de piedra, cobre, bronce u oro dependiendo del rango de su portador.
- Alabardas (en quechua: K'unqa Chukuna): Estas eran un símbolo de poder para las tropas en el Cuzco y en todo el imperio, las usaban generales y jefes de provincias importantes. Similar a los modelos europeos, constaba de una hoja de hacha con punta de lanza en la parte trasera, estando por encima de los 1,5 metros pero por debajo de los 2 metros.
- Dagas (en quechua: Tuksina): Es, en concreto, un cuchillo de doble filo. Fue dada a todo soldado (Aukaq Runa) al unirse al ejército incaico. Más que un arma oficial, fue un objetivo simbólico, sin embargo era usado como último recurso en los combates cuerpo a cuerpo. Velasco, en su ''Historia del Reino de Quito'' describe la Tuqsina como: “Espada peruana de cobre templado, larga de dos a tres palmos, gruesa y ancha más de un dedo, con empuñadura atravesada.”[28]

Posterior a la llegada de los conquistadores españoles, los incas fueron influenciados militarmente por estos, llegando a usar caballos, espadas y armadura. Se sabe que cuando Manco Inca se rebeló formó un batallón de soldados incas montados a caballo, y que él mismo usó armamento español tras haber vivido algunos años con ellos.

## Formas de conquista
Había básicamente dos formas de conquista de territorios:

### Conquista pacífica
Se daba cuando el Sapa Inca ofrecía múltiples beneficios al curaca o gobernador de la zona, si este aceptaba reconocerlo como soberano. Los beneficios podían ser regalos suntuosos, obras públicas, respeto a su investidura, intercambio de mujeres para entablar lazos de parentesco, etc. Si se subordinaba, ya sea por simpatía espontánea o por temor al ejército inca, se hacía merecedor a los beneficios ofrecidos, pero sometiéndose a las exigencias incas: entregar tierras al estado, mano de obra, suministrar soldados, etc. Era una conquista a través de la reciprocidad.

### Conquista violenta
Ocurría cuando el pueblo a conquistarse, debido a su belicosidad y orgullo, no aceptaba ningún beneficio. Generalmente, resultaba una guerra sangrienta con el consecuente triunfo inca. De acuerdo con la duración de la guerra, el pueblo conquistado recibía las represalias respectivas. El líder vencido era ejecutado; según el grado de su rebeldía, el pueblo entero podía ser trasladado a un lugar más lejano o, en casos extremos, aniquilados en su totalidad, como escarmiento para evitar futuros levantamientos.[cita requerida]

## Historia

### Fase local (sigloXIII-1438)

Expansión incaica.

En la fase local del desarrollo inca (desde el inicio del incanato hasta antes del gobierno de Pachacútec) el ejército era reducido en tamaño y habilidad. Las únicas batallas que luchaban eran defensivas y de subsistencia. En ocasiones eran los mismos gobernadores los generales en el campo de batalla. Durante este periodo las constantes luchas fueron contra pequeñas etnias como los alcahuasis o los canas. Las más grandes amenazas fueron los ayarmacas o los chancas con los cuales el ejército inca tuvo que enfrentarse en varias ocasiones.

### Fase imperial (1438-1532)
El periodo comienza con la derrota de los chancas, en cuya campaña participó el mismo Pachacútec como general. A partir de ella el ejército inca sería un ejército multiétnico, más sofisticado y numeroso. Las etnias conquistadas pasaban rápidamente a ser parte de los incas y contribuir con gente a los ejércitos. Durante este periodo la mayor parte de las guerras eran de conquista y fue en este periodo que los ejércitos alcanzaron su máximo esplendor. Los principales enemigos fueron los chancas, chimú, chachapoyas, cañaris y posteriormente los conquistadores españoles.

### Invasión (1532-1572)

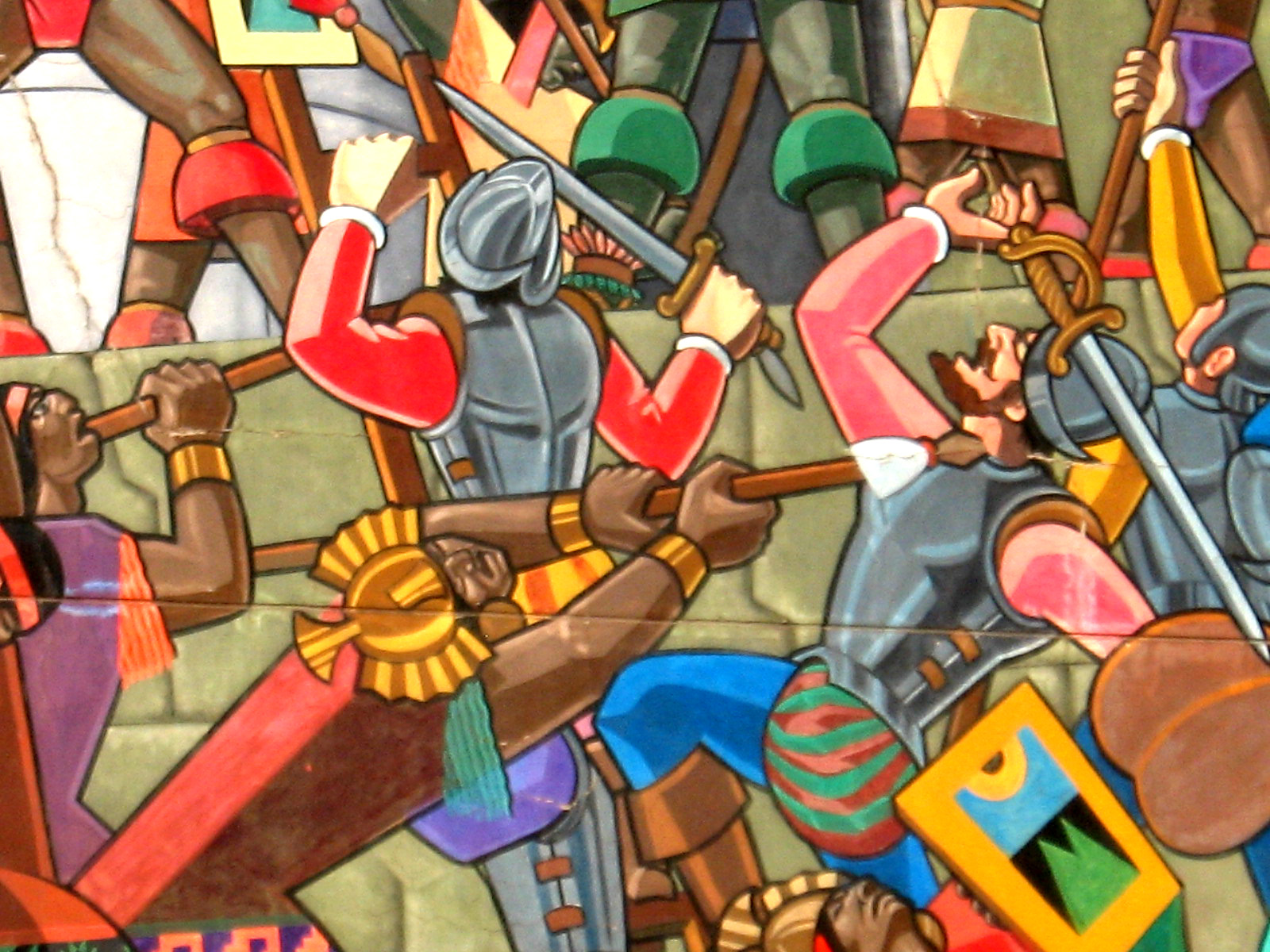
Durante la conquista hubo muchos guerreros incas que siguieron luchando tras la muerte de Atahualpa.

En este periodo gran parte del ejército inca fue diezmado por la guerra civil entre Huáscar y Atahualpa, las enfermedades, ataques españoles y rebeldes. Al inicio los soldados incas temían a los caballos y las armas de fuego por lo cual su eficacia en el campo de batalla se veía reducida. Sin embargo poco tiempo después el temor se perdió, inclusive algunos ejércitos incas tenían batallones a caballo o soldados con espadas y armaduras españolas.

"...era cosa notable ver salir algunos ferozmente con espadas castellanas, rodelas y morriones, y tal indio hubo que armado de esta manera se atrevió a embestir con un caballo... aparecía el Inca (Manco Inca) a caballo entre su gente con su lanza en la mano..."
crónicas de Antonio de Herrera. Historia general de los hechos de los castellanos en las Islas y Tierra Firme del mar Océano . Madrid (1601 – 1615).

Aunque la importancia del caballo fue vital en la captura de Atahualpa, durante la campaña del ejército inca a la ciudad de Lima fueron derrotados varios cientos de jinetes españoles una vez que se encontraban atrapados en los desfiladeros en su trayecto al Cuzco. Los Incas de Vilcabamba fueron incluso capaces de elaborar espadas y otras armas de hierro elaboradas con técnicas metalúrgicas aprendidas de los españoles.
Las principales batallas estuvieron dirigidas por Quizquiz y Manco Inca, quien fue general durante la batalla de Ollantaytambo. Al final de este periodo el ejército inca sería vencido tanto por españoles como por etnias sometidas que se sublevaron aprovechando la llegada de los europeos.

## Famosos del ejército inca

### Generales
- Cápac Yupanqui, general y hermano de Pachacútec.
- Sinchiruca, general de Túpac Yupanqui.
- Atoc, general y hermano de Huáscar.
- Chalcuchímac, general de Atahualpa.
- Quizquiz, general de Atahualpa.
- Rumiñahui, general y hermano de Atahualpa.
- Quizu Yupanqui, general de Manco Inca.
- Tiso Yupanqui, general de Manco Inca.

### Capitanes
- Cahuide, capitán de Manco Inca.
- Illa Túpac, capitán de Manco Inca.

### Comandantes (jefes de agrupaciones menores)
- Tito Atauchi, comandante de Huáscar.

### Soldados
- Coaquiri, desertor y caudillo rebelde.